# F♯ A♯ ∞
F♯ A♯ ∞ é o primeiro álbum de estreia da banda de post-rock canadense Godspeed You! Black Emperor. Foi lançado duas vezes, primeiramente em LP pela Constellation Records, em 14 de agosto de 1997, e depois em CD pela Kranky, em 8 de junho de 1998. A versão em CD contém material extra e remasterizado. A versão em CD e a versão em LP têm diferenças substanciais entre si. Gravado no Hotel2Tango em Mile End de Montreal, o álbum, como se tornou comum para a banda, é desprovido de letras tradicionais e é principalmente instrumental, apresentando músicas longas segmentadas em movimentos. Inicialmente, foi lançado em quantidades limitadas e distribuído por meio de apresentações ao vivo e desenvolveu um culto de seguidores via boca a boca.

## Antecedentes
Em 1995, Mauro Pezzente mudou-se para um loft com sua então namorada em Mile End, Montreal. Pezzente utilizou o apartamento como local de apresentações, batizando-o de Galeria Quiva. Por volta de 1996, a fumaça vinda da garagem do mecânico abaixo do loft os forçou a desocupar o local. Pouco depois de sua partida, Efrim Menuck mudou-se para o espaço e fundou o Hotel2Tango, que funcionava como estúdio de gravação e espaço de prática. Lá, em 1997, foi realizada a gravação original de F♯ A♯ ∞. Nessa época, a banda já contava com 15 membros. Em preparação para o álbum, eles reduziram o número de integrantes para dez.
O ponto culminante do material que remonta a 1993 resultou em duas músicas longas, cada uma com cerca de 20 minutos de duração. Após o lançamento do disco, a banda ficou interessada em fazer uma turnê pelos Estados Unidos. Para conseguir avançar, eles enviaram uma cópia do álbum para a gravadora Kranky, sediada em Chicago. Impressionada com a gravação, a Kranky se ofereceu para relançar o álbum em um disco compacto. A versão reformulada do álbum incluiu várias novas seções, resultando em três movimentos e um pouco mais de uma hora de música, quase o dobro do tempo de duração anterior. Essa nova versão foi lançada em junho de 1998.

## Música
Cada faixa apresenta gravações de campo e sons sampleados, que David Keenan, do The Wire, chamou de "laços de fita escatológicas". O tema geral do álbum é frequentemente apontado como apocalíptico. De fato, o diretor inglês Danny Boyle foi fortemente inspirado pelo álbum durante a produção de 28 Days Later. Em uma entrevista ao The Guardian, ele explicou: "Sempre tento ter uma trilha sonora em minha mente [ao criar um filme]. Por exemplo, quando fizemos Trainspotting, foi Underworld. Para mim, a trilha sonora de 28 Days Later foi Godspeed. O filme inteiro foi cortado ao som de Godspeed em minha cabeça."
A versão em CD e a versão em LP têm diferenças substanciais entre si. Observe que as descrições das faixas a seguir descrevem as faixas da versão em CD e não refletem com precisão a música da versão em LP.

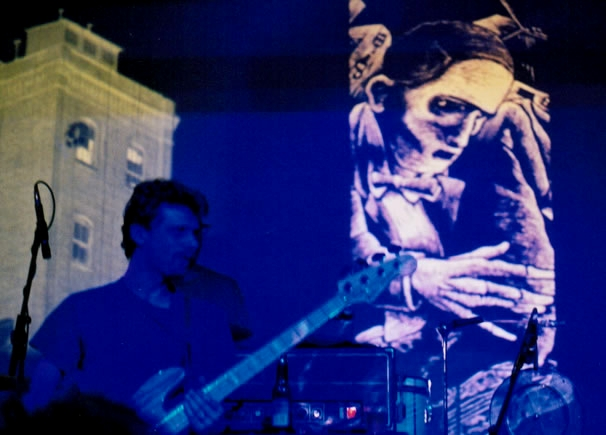
Cofundador e baixista Mauro Pezzente se apresentando com o Godspeed You! Black Emperor em Londres, Inglaterra, em novembro de 2000

A faixa de abertura, "The Dead Flag Blues", começa com uma sinistra introdução falada, que se origina de um roteiro inacabado do guitarrista Efrim Menuck. Com o apoio de uma melodia de cordas, o locutor descreve uma cidade abandonada, onde o governo é corrupto e os habitantes são bêbados. A introdução é seguida pelos sons de um trem e de um ruído suspenso de alto volume. Isso acaba se transformando em uma melodia com tema ocidental e é encerrada por uma seção animada que inclui glockenspiel, violino e slide guitar.
A segunda faixa, "East Hastings", leva o nome da East Hastings Street, na área degradada de Downtown Eastside, em Vancouver. Ela começa com gaitas de fole reprisando o tema de "The Dead Flag Blues" e apoiando os gritos de um pregador de rua. O sermão se acalma lentamente e é substituído pelo movimento "The Sad Mafioso...", uma versão editada que apareceu no filme 28 Days Later. O movimento também contém uma breve parte em que a banda canta baixinho, em uma rara ocorrência de vocais. A faixa termina com uma série de ruídos e zumbidos eletrônicos até que o baixo pulsante assume o controle.
A última faixa, "Providence", é consideravelmente mais longa do que as duas primeiras, com 29 minutos de duração, embora com 3 minutos e 30 segundos de silêncio completo. James Oldham, da NME, descreveu-a como "parte The Good, the Bad and the Ugly e parte Spiritualized surto de drone". A introdução apresenta um entrevistado vox populi que faz referência a "A Country Boy Can Survive", de Hank Williams Jr. O alto-falante é rapidamente substituído por uma peça de violoncelo acompanhada por glockenspiel, violino e trompa. A percussão é adicionada à melodia que atinge o pico e é continuada por uma amostra de Hazel Dickens cantando "Gathering Storm", escrita por Mason Daring para o filme Matewan. Segue-se um movimento quase militar intitulado "Kicking Horse on Broken Hill", que acaba sendo dominado pela frase cantada "Where are you going? Where are you going?" (Para onde você está indo?) A voz é uma amostra da música "By My Side", do musical Godspell, de 1970. Uma colagem de sons e drones completa a faixa. Após um período de silêncio, é executada uma breve coda em homenagem ao músico americano John Lee Hooker.

## Embalagem

LP do álbum F♯ A♯ ∞ e os diversos itens que ele contém, escritos, imagens e a moeda "atropelada" por um trem

O título do álbum é pronunciado como "F-sharp, A-sharp, Infinity" (Fá sustenido, Lá sustenido, Infinito). Essa é uma referência à afinação das guitarras usadas pela banda e ao loop no final. A versão em disco compacto não contém o loop.
As capas dos quinhentos discos originais foram feitas à mão pela banda, sua gravadora e artistas locais de Montreal. Uma das três fotografias originais - representando uma torre de água, um trem ou uma placa de estrada - foi colada na capa. A capa e a sobrecapa não mencionavam os títulos das faixas. Em vez disso, eles foram riscados na ranhura de escoamento do disco, acompanhados pelo número de catálogo e pela indicação do lado.
Dentro da capa havia um envelope cheio de encartes. O conteúdo incluía um folheto antigo, a ficha técnica do álbum, um desenho feito pelo guitarrista Efrim Menuck e uma moeda canadense esmagada por um trem. Uma imagem serigrafada dedicada ao músico de blues Reverendo Gary Davis também foi incluída na capa. Barb Stewart, da Stylus Magazine, e Mike Galloway, da NOW, consideraram a embalagem e os encartes "lindos!. Após várias reimpressões, o processo de montagem foi simplificado. No entanto, o disco ainda é enviado, até hoje, com praticamente os mesmos elementos de embalagem que os originais. As prensagens modernas incluem uma moeda dos Estados Unidos em vez de uma canadense, pois as moedas canadenses não são mais cunhadas.
A versão em disco compacto do álbum é muito mais simples do ponto de vista artístico. O guitarrista David Bryant certa vez se referiu à embalagem como uma “monstruosidade de CD com caixa de joias”, preferindo o disco original feito à mão. A fotografia de uma placa de trânsito foi escolhida como imagem da capa e foi ampliada e escurecida significativamente em relação ao original. Dentro do estojo há notas e imagens, incluindo o "Faulty Schematics of a Ruined Machine", o desenho feito à mão por Efrim Menuck presente no disco.

## Recepção
| Críticas profissionais        | Críticas profissionais      |
| Avaliações da crítica         | Avaliações da crítica       |
| Fonte                         | Avaliação                   |
| ----------------------------- | --------------------------- |
| AllMusic                      | [ 10 ]                      |
| Encyclopedia of Popular Music | [ 14 ]                      |
| The Great Rock Discography    | 9/10                        |
| NME                           | 8/10                        |
| OndaRock                      | 7/10                        |
| Pitchfork                     | 9.3/10 (1998) 9.5/10 (2020) |
| Sputnikmusic                  | 5/5                         |
| Tom Hull                      | B+ ()                       |

Originalmente, a banda havia planejado lançar o álbum como um disco duplo de 7 polegadas. A ideia foi descartada depois que Don Wilkie e Ian Ilavsky, fundadores da gravadora independente Constellation e coprodutores do álbum, ofereceram-se para lançá-lo como seu terceiro disco. O álbum foi lançado em agosto de 1997 e foi inicialmente limitado a quinhentos LPs embalados à mão e numerados. O primeiro lançamento de F♯ A♯ ∞ foi avaliado por um número reduzido de críticos. Stylus Magazine escreveu que o disco era "inovador e inventivo" e que "estabelece um território único em um mundo repleto de experimentos banais". Gordon Krieger, da Exclaim!, descreveu-o como uma "trilha sonora lenta de arrependimento e desejo, com partes iguais de morosidade e expectativa". A revista Hour, sediada em Montreal, disse que as longas faixas "poderiam ser realmente pretentiosas, mas os sons que [a banda] faz são muito legais para serem meramente friamente superiores". A revista Chart Attack classificou o disco de duas faixas como o 46º na lista dos 50 melhores álbuns canadenses de todos os tempos.
As resenhas do segundo lançamento foram, em geral, positivas e mais abrangentes. O álbum ficou em quarto lugar na pesquisa de crítica do The Wire em 1998. Marc Gilman, da AllMusic, disse que "a música do álbum é a única e poderosa" e que "seria difícil encontrar imitadores da forma musical revolucionária [do Godspeed]". A Magnet comentou que as três faixas podem ser "servidas como psicodelia impressionante para um contexto de fone de ouvido ou som surround". A NME o chamou de um "clássico genuíno", observando a variedade de sons presentes no álbum, em 44º lugar na lista dos 50 melhores álbuns de 1998. O fundador e crítico da Pitchfork, Ryan Schreiber, observou que, das bandas experimentais existentes, o Godspeed You! Black Emperor foi "uma das poucas que não deixou de lado a beleza e a emoção em seus trabalhos". Posteriormente, a Pitchfork classificou o álbum em 45º lugar em sua lista dos 100 melhores álbuns da década de 1990.
Michael Iovino, da No Ripcord, elogiou F♯ A♯ ∞ por sua estrutura semelhante a uma sonata, descrevendo o álbum como um retrato "assombrado" e emocionalmente carregado do Canadá, com dinâmicas variáveis que criam uma paisagem sonora poderosa e catártica, colocando-o em 23º lugar na lista dos 100 melhores álbuns de estreia. Da mesma forma, Andrew Ciraulo, do No Ripcord, destacou o uso de loops de fita, trechos de palavras faladas e sons expansivos e sombrios para evocar temas de turbulência política e espiritual, classificando-o em 18º lugar entre os melhores álbuns da década de 1990. Sarah Moody, do Punk Planet, elogiou F♯ A♯ ∞ como um trabalho político e pessoal, destacando suas composições intrincadas e a profundidade emocional criada por seus nove músicos. Ela descreveu faixas como "East Hastings" e "Dead Flag Blues" como fundamentais, observando seu desenvolvimento, mudanças de humor e capacidade de evocar uma atmosfera sinistra, porém comemorativa.

## Faixas
| Lançamento LP  | |                                                 |  |
| N.º            | Título | Duração                                         |  |
| 1.             | "Nervous, Sad, Poor..." - "The Dead Flag Blues (Intro)" - "Slow Moving Trains" - "The Cowboy..." - "Drugs in Tokyo" - "The Dead Flag Blues (Outro)" - "Untitled"                                                 | 20:43 - 6:09 - 3:23 - 4:16 - 3:29 - 1:52 - 1:36 |  |
| 2.             | "Bleak, Uncertain, Beautiful..." - "...Nothing's Alrite in Our Life..." / "The Dead Flag Blues (Reprise)" - "The Sad Mafioso..." - "Kicking Horse on Brokenhill" - "String Loop Manufactured During Downpour..." | 17:36 - 2:03 - 5:33 - 5:37 - 4:26*              |  |
| Duração total: | Duração total: | 38:22 / ∞                                       |  |

| Lançamento CD  | |                                                 |  |
| N.º            | Título | Duração                                         |  |
| 1.             | "The Dead Flag Blues" - "The Dead Flag Blues (Intro)" - "Slow Moving Trains" / "The Cowboy..." - "The Dead Flag Blues (Outro)"                                     | 16:27 - 6:37 - 7:50 - 2:00                      |  |
| 2.             | "East Hastings" - "Nothing's Alrite in Our Life..." / "The Dead Flag Blues (Reprise)" - "The Sad Mafioso..." - "Drugs in Tokyo" / "Black Helicopter"               | 18:00 - 1:35 - 10:44 - 5:41                     |  |
| 3.             | "Providence" - "Divorce & Fever..." - "Dead Metheny..." - "Kicking Horse on Brokenhill" - "String Loop Manufactured During Downpour..." - Silence - "J.L.H. Outro" | 29:02 - 2:45 - 8:07 - 5:53 - 4:37 - 3:30 - 4:08 |  |
| Duração total: | Duração total: | 63:29                                           |  |

#### LP
- Os nomes dos movimentos não são fornecidos em nenhum lugar no lançamento do LP; eles são extrapolados do lançamento do CD.
- O movimento final no lado um não tem um segmento correspondente no lançamento do CD.
- ↑*  As durações de tempo fornecidas são aproximações devido ao sulco travado do disco.

#### CD
- "J.L.H. Outro" foi batizada em homenagem a John Lee Hooker. Na edição em CD, é uma faixa escondida que começa depois de aproximadamente 3 minutos e 30 segundos de silêncio após o final de "Providence".

## Pessoal
Adaptado das notas do encarte no Constellation Records.

### Godspeed You! Black Emperor
- Aidan Girt - bateria
- Bruce Cawdron - percussão
- Christophe - violino
- David Bryant - violão
- Efrim Menuck - guitarra elétrica
- Peter Harry Hill - gaita de fole
- Mauro Pezzente - baixo
- Mike Moya - violão, banjo
- Norsola Johnson - violoncelo
- Thea Pratt - trompa
- Thierry Amar - baixo acústico

### Músicos convidados
Todos os músicos convidados são creditados nas notas do encarte do álbum. Não são informados os sobrenomes ou os instrumentos tocados.
- Amanda
- Colin
- D.
- Dan O.
- Jesse
- Peter
- Shnaeberg
- Steph
- Sylvain

### Produção e design
- Ian Ilavsky - produção, mixagem
- Godspeed You! Black Emperor - produção, mixagem
- Arthur John Tinholt - gravura da locomotiva
- Don Wilkie - produção, mixagem